# Луизино (деревня)
Луизино — деревня в Нежновском сельском поселении Кингисеппского района Ленинградской области.

## История
На карте Санкт-Петербургской губернии Ф. Ф. Шуберта 1834 года на месте современной деревни обозначена мыза Помещика Барона Корфа.

ЛУИЗИНА — деревня принадлежит полковнику барону Притвицу, число жителей по ревизии: 6 м. п., 3 ж. п. (1838 год)

На карте профессора С. С. Куторги 1852 года также упомянута мыза Корфа.

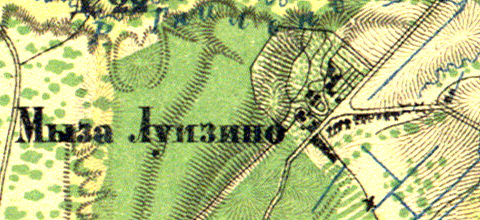
Деревня Луизино на карте 1860 года

ЛУИЗИНО — мыза владельческая при колодцах, число дворов — 1, число жителей: 23 м. п., 11 ж. п. (1862 год)

Согласно материалам по статистике народного хозяйства Ямбургского уезда 1887 года мызы Луизино и Васакары общей площадью 1933 десятины принадлежали барону А. И. Притвицу, мызы были приобретены до 1868 года.
В конце XIX — начале XX века деревня административно относилась к Котельской волости 2-го стана Ямбургского уезда Санкт-Петербургской губернии.
По данным «Памятных книжек Санкт-Петербургской губернии» за 1900 и 1905 годы мызой Луизино, владел барон Александр Иванович Притвиц.
Согласно данным переписи населения СССР 1926 года в деревне Луизино Вассакарского сельсовета Котельской волости Кингисеппского уезда проживали 58 человек, большинство русские, а также ижоры и поляки.
По данным 1933 года деревня Луизино входила в состав Вассакарского сельсовета Кингисеппского района

План деревни Луизино. 1938 год

Согласно топографической карте 1938 года деревня называлась посёлок Луизина и насчитывала 11 дворов.
По данным 1966, 1973 и 1990 годов деревня Луизино входила в состав Нежновского сельсовета Кингисеппского района.
В 1997 году в деревне Луизино проживали 3 человека, в 2002 году — 2 человека (все русские), в 2007 году — 4.

## География
Деревня расположена в северо-восточной части района на автодороге 41К-110 (Котлы — Урмизно).
Расстояние до административного центра поселения — 4 км.
Расстояние до ближайшей железнодорожной станции Котлы — 8,5 км

## Демография
| 1862 | 2007 | 2010 | 2017 |
| ---- | ---- | ---- | ---- |
| 34   | ↘4   | ↗13  | ↘7   |

### Национальный состав
Согласно данным Всероссийской переписи населения 2021 года в деревне проживали 20 человек, все русские.